# Catherine Gibson
Catherine Gibson (n. 21 martie 1931, Motherwell⁠(d), Scoția, Regatul Unit – d. 25 iunie 2013, Dunfermline, Scoția, Regatul Unit) a fost o înotătoare ce a reprezentat Regatul Unit al Marii Britanii și al Irlandei de Nord, medaliată olimpică. A participat la o ediție a Jocurilor Olimpice (1948) în care a câștigat două medalii de bronz.